# ريتشارد شتومبف
ريتشارد شتومبف هو سياسي ألماني، ولد في فبراير 1892، وتوفي في 23 يوليو 1958 في هايلباد هايليغنشتات في ألمانيا. نشط حزبياً في الاتحاد الديمقراطي المسيحي.